# Velaphi Ndlangamandla
Velaphi Ndlangamandla, né en 1966, connu sous le nom du Tueur de Saloon, est un voleur et tueur en série sud-africain, responsable de la mort de 19 personnes entre avril et septembre 1998 à Mpumalanga. Il a été condamné à 137 ans d'emprisonnement pour ses crimes.
Le 4 avril 1997, après avoir volé un  .22 Anschütz rifle à Jacobus Christoffel van Schalkwyk, familièrement appelé un "saloon", Ndlangamandla vola également un autre pistolet, des munitions, une radio, des bijoux, des vêtements, de l'argent et un peu de nourriture, avant d'aller commettre un assassinat. Une équipe de police, dirigée par le commandant de police Izak van Zyl, ont arrêté Ndlangamandla au village de Phoswa à côté de Piet Retief le 10 septembre 1998. Il a été accusé de 19 meurtres, 9 tentatives de meurtres, 6 vols, une tentative de vol, 5 effractions de maison, possession illégale d'arme à feu et de munitions, et utilisation d'une arme à feu. Ndlangamandla a été reconnu coupable de toutes les charges contre lui, et condamné à 137 ans de prison. Le commissaire de police chargé de l'enquête,  Eric Nkabinde, a loué le travail de ses équipes, et a mis en garde tous les autres criminels qu'ils ne seraient pas en cavale plus longtemps.  